# 親愛なるきみへ
『親愛なるきみへ』（原題: Dear John）は、2010年に公開されたアメリカ合衆国の恋愛映画。ニコラス・スパークスの恋愛小説『きみを想う夜空に』（原題同じ）を原作としている。主演はチャニング・テイタムとアマンダ・サイフリッド。

## 概要
文通を交わす若い兵士と大学生を描く。ワーナー・ブラザース配給でない初のニコラス・スパークス原作映画。
批評家からの低評価にもかかわらず高い興行成績を収め、週末のオープニング成績で『アバター』を7週ぶりに首位から引き摺り下ろした。

## ストーリー
銃撃された時に思い出したのは8歳の時に造幣局でコインが造られる場面だったという。
休暇でドイツからサウスカロライナに帰省中の米特殊部隊のジョンは帰省中の女子大生サヴァナと海辺で出会う。ジョンは「月の大きさは片目をつぶればどこにいても親指の大きさで同じだ」という。サヴァナを傷つけたら許さないというティムの息子は自閉症で、ジョンの父も自閉症だが、男手一つで育ててきた。1年で帰国したら除隊すると約束する。ジョンは対人関係が苦手だが、南部の裕福な家庭で愛情たっぷりに育った陽気なサヴァナは自閉症の子供たちの施設を作るという。ジョンの父を見たからというので喧嘩して他人を殴ってしまう。
2週間が過ぎる。2人は手紙を交換し始めるが、ジョンは軍の機密で任地や任務を告げることもネットもできない。ジョンの父が大切にしている混刻のエラーコイン（Mint-made errors）は4000ドルもするが、手放すなとコイン商にいわれてコレクションを始めたものでそのおかげで貧しくなった逸話のあるものだった。
9・11同時多発テロ事件が起き、 チャールストンに18時間だけ会いにいき、両親と会わせる予定が父のせいでキャンセルになる。ジョンは任務を延長せざるを得なくなる。サヴァナから別れの手紙が届き、手紙を全部燃やす。被弾するが、ショックから激戦地を希望。父の脳卒中で帰されたジョンは貧窮にあるサヴァナと再会。「私だって戦地のあなたと同じ苦しい思いをした」といわれ、別れる。
5年後、戦場のジョンにサヴァナから手紙が届く。ティムのガン治療のために匿名の寄付があり、最後の2カ月を過ごせたといい、「どんなに時が過ぎても変わらない真実が1つある、すぐに会おうね」。

## キャスト
※括弧内は日本語吹き替え
- ジョン・タイリー - チャニング・テイタム（内田夕夜）
- サヴァンナ・リン・カーティス - アマンダ・サイフリッド（本名陽子）
- ティム・ウェドン - ヘンリー・トーマス（宮本充）
- ランディ・ウェルチ - スコット・ポーター（加瀬康之）
- アラン - ブリーデン・リード（小林由美子）
- タイリーの父 - リチャード・ジェンキンス（佐々木敏）

## 批評
Rotten Tomatoesは132個のレビューのうち29%が本作に肯定的な評価を下し、評価の平均は4.4/10であると報告している。これを28人の高名な批評家によるレビューに限定すると、肯定的なのは18%で、評価の平均は4/10となる。同サイトは批評家の総意を「数々のニコラス・スパークスの感動譚から多くの要素を取って作られた『親愛なるきみへ』は、その類型的な骨子と、ラッセ・ハルストレムの奇妙なほどにやる気のない演出に苛まれている」としている。Metacriticは34個のレビューに基づき、評価の加重平均値を43/100としている。

## 興行成績
初日から3日間で$30,468,614を売り上げ、週末成績で『アバター』に代わる7週ぶりの首位に立った。スーパーボウルのある週に公開された映画としては『ハンナ・モンタナ ザ・コンサート 3D』に次いで歴代2位、ニコラス・スパークス原作の映画としては最高の成績である。